# Madarász Csilla
Madarász Csilla, 1960-ig Bajnógel; férjezett neve Dobai Gyuláné (Budapest, 1943. június 23. – 2021. december 31.) magyar úszó, edző.

## Sportpályafutása
1955-től a Budapesti Kinizsi, 1956-tól a Ferencvárosi Torna Club úszója volt. Az FTC-ben tagja volt az első nem hivatalos magyar női vízilabdacsapatnak is. 1958-tól 1964-ig, összesen tizenkilenc alkalommal szerepelt a magyar úszó válogatottban. Jelentős sikereit gyorsúszásban, illetve a magyar női vegyes- és gyorsváltó tagjaként érte el. Két nyári olimpián vett részt, legjelentősebb egyéni eredménye az 1960. évi római olimpián elért 5. helyezés. 1960-ban két alkalommal javította meg a 100 méteres női gyorsúszás Európa-csúcsát. Egyéni versenyszámban ötször javított magyar csúcsot és tizennyolc alkalommal volt országos csúcsot úszó váltó tagja. Sportolói pályafutását az 1964. évi tokiói olimpia után fejezte be. Ebben az évben az év úszónőjévé választották. 1974-től az FTC örökös úszóbajnoka. A hatvanas években férje volt a 2007-ben elhunyt, többszörös Európa-csúcstartó, három olimpián részt vett úszó, Dobai Gyula.
1961-ben érettségizett a Hámán Kató Leánygimnáziumban. 1966-ban a Sportvezető és Edzőképző Intézetben edzői, 1968-ban a Testnevelési Főiskolán testnevelő tanári, majd 1975-ben úszó szakedzői képesítést szerzett. 1966-tól 1970-ig a Tatabányai Bányász úszó szakosztályának vezetőedzője volt.

## Sporteredményei
- kétszeres olimpiai 4. helyezett:
  - 1960, Róma: 4 × 100 m gyors (4:21,2 – Temesvári Anna, Frank Mária, Boros Katalin)
  - 1964, Tokió: 4 × 100 m gyors (4:12,1 – Turóczy Judit, Erdélyi Éva, Takács Katalin)
- olimpiai 5. helyezett:
  - 1960, Róma: 100 m gyors (1:03,6)
- kétszeres olimpiai 6. helyezett:
  - 1960, Róma: 4 × 100 m vegyes (4:53,7 – Killermann Klára, Egerváry Márta, Dávid Magdolna)
  - 1964, Tokió: 100 m gyors (1:02,4)
- Európa-bajnoki 3. helyezett:
  - 1962, Lipcse: 4 × 100 m gyors (4:17,5 – Frank Mária, Kovács Zsuzsa, Takács Katalin)
- Európa-bajnoki 6. helyezett:
  - 1958, Budapest: 4 × 100 m gyors (4:32,8 – Temesvári Anna, Frank Mária, Takács Katalin)
- a párizsi Grand Prix győztese: 100 m gyors (1962)
- hatszoros Universiade-győztes:
  - 1963, Porto Alegre:
    - 100 m gyors (1:04,4)
    - 4 × 100 m gyors (4:25 – Frank Mária, Egerváry Márta, Korényi Olga)
    - 4 × 100 m vegyes (5:02,6 – Balla Mária, Egerváry Márta, Korényi Olga)

  - 1965, Budapest:
    - 100 m gyors (1:03,7)
    - 4 × 100 m gyors (4:21,2 – Erdélyi Éva, Korényi Olga, Egerváry Márta)
    - 4 × 100 m vegyes (4:49,9 – Korényi Olga, Kármán Katalin, Egerváry Márta)
- kétszeres Európa-csúcstartó:
  - 100 m gyors: 1:02,8 (1960) ; 1:02,5 (1960)
- tizennégyszeres magyar bajnok:
  - 100 m gyors: 1960, 1963, 1964
  - 100 m hát: 1960
  - 400 m gyors: 1959, 1960
  - 4 × 100 m gyors: 1959, 1960, 1961, 1963, 1964
  - 4 × 100 m vegyes: 1959, 1960, 1963

## Rekordjai

### 100 m gyors
- 1:03,8 (1960. június 4., Budapest) felnőtt és ifjúsági országos csúcs
- 1:02,8 (1960. július 2., Budapest) felnőtt és ifjúsági országos csúcs
- 1:02,5 (1960. július 16., Budapest) felnőtt és ifjúsági országos csúcs
- 1:02,4 (1964. október 12., Tokió) országos csúcs

### 200 m gyors
- 2:27,1 (1959. július 19., Budapest) ifjúsági országos csúcs
- 2:23,2 (1960. június 11., Budapest) felnőtt és ifjúsági országos csúcs

## Díjai, elismerései
- Érdemes sportoló (1961)[4]
- Magyar Népköztársaság Érdemes Sportolója (1962)[5]